# Гейвен (Канзас)
Гейвен (англ. Haven) — місто (англ. city) в США, в окрузі Ріно штату Канзас. Населення — 1170 осіб (2020).

## Географія
Гейвен розташований за координатами 37°54′6″ пн. ш. 97°46′54″ зх. д. / 37.90167° пн. ш. 97.78167° зх. д. (37.901638, -97.781608).  За даними Бюро перепису населення США в 2010 році місто мало площу 1,62 км², уся площа — суходіл. В 2017 році площа становила 2,01 км², уся площа — суходіл.

## Демографія
Згідно з переписом 2010 року, у місті мешкало 1237 осіб у 492 домогосподарствах у складі 337 родин. Густота населення становила 764 особи/км².  Було 526 помешкань (325/км²).
Расовий склад населення:
| - 94,5 % — білих - 1,7 % — корінних американців - 0,7 % — чорних або афроамериканців - 0,2 % — азіатів |

До двох чи більше рас належало 2,7 %. Частка іспаномовних становила 2,7 % від усіх жителів.
За віковим діапазоном населення розподілялося таким чином: 26,9 % — особи молодші 18 років, 58,7 % — особи у віці 18—64 років, 14,4 % — особи у віці 65 років та старші. Медіана віку мешканця становила 37,1 року. На 100 осіб жіночої статі у місті припадало 91,5 чоловіків;  на 100 жінок у віці від 18 років та старших — 90,7 чоловіків також старших 18 років.
Середній дохід на одне домашнє господарство  становив 57 084 долари США (медіана — 48 289), а середній дохід на одну сім'ю — 63 556 доларів (медіана — 56 477). Медіана доходів становила 40 238 доларів для чоловіків та 36 154 долари для жінок. За межею бідності перебувало 12,3 % осіб, у тому числі 27,8 % дітей у віці до 18 років та 3,8 % осіб у віці 65 років та старших.
Цивільне працевлаштоване населення становило 658 осіб. Основні галузі зайнятості: освіта, охорона здоров'я та соціальна допомога — 26,4 %, роздрібна торгівля — 21,0 %, виробництво — 11,7 %, мистецтво, розваги та відпочинок — 7,3 %.